# Портове
Портове́ (до 1948 року — Сари́-Бола́т, крим. Sarı Bolat) — село Перекопського району Автономної Республіки Крим.
Розташоване у центрі району.
Село розташоване на березі Каркінітської затоки Чорного моря. В V сторіччях до нашої ери тут знаходився невеликий греко-скіфський торговий порт.
До 1948 року село називалося Сари-Болат (кримськотатарською — Золотий Клинок).
Це найпівнічніше місце в Криму з хорошими пляжами. Мілководна бухта, яка глибоко вдається в суходіл, добре захищена з півночі ланцюжком Лебедячих островів, а пісок, золотистого кольору через невеликий вміст сполук заліза, складається з дрібно перетертих раковин молюсків.
Поруч розташовано кілька баз відпочинку. Недалеко від села знаходиться заповідник «Лебедині острови», який є місцем зимівлі перелітних птахів.